# Bärtjärnen (Tåsjö socken, Ångermanland, 711659-152471)
Bärtjärnen är en sjö i Strömsunds kommun i Ångermanland och ingår i Ångermanälvens huvudavrinningsområde.